# Огава, Масаёси
Масаеси Огава (яп. 小河正儀 Огава Масаёси,  2 декабря 1894,  — 7 января 1977, япония) — японский политический и государственный деятель, губернатор префектуры Аомори (1936—1939). Губернатор префектуры Миэ (1939—1940). C 1940 по 1943 занимал должность губернатора префектуры Карафуто.
Масаеси Огава родился 2 декабря 1894 года в Японии. Получил юридическое образование и некоторое время работал юристом. В 1936 году назначен губернатором префектуры Аомори. С 1939 года являлся губернатором префектуры Миэ.
9 апреля 1940 года Огава был назначен на должность губернатора Карафуто.
1 июля 1943 года Масаеси Огава оставил пост губернатора Карафуто. Впоследствии являлся членом Генерального правительства Тайваня.
Умер Масаеси Огава 7 января 1977 года в возрасте восьмидесяти двух лет.